# Waldseemüller Rock
Der Waldseemüller Rock (englisch; bulgarisch скала Валдзеемюлер skala Waldseemjuler) ist ein in ost-westlicher Ausrichtung 136 m langer und 53 m breiter Klippenfelsen vor dem südlichen Ausläufer von Snow Island im Archipel der Südlichen Shetlandinseln. Er liegt 2,5 km südlich bis westlich des Kap Conway und 930 m südwestlich des Tooth Rock und gehört zur Antarktis.
Bulgarische Wissenschaftler kartierten ihn 2009. Die bulgarische Kommission für Antarktische Geographische Namen benannte ihn im April 2021 nach dem deutschen Kartografen und Topografen Martin Waldseemüller (≈1472–1520), der einen Vorläufer des Theodolits entwickelt hatte.